# 陳恩藩

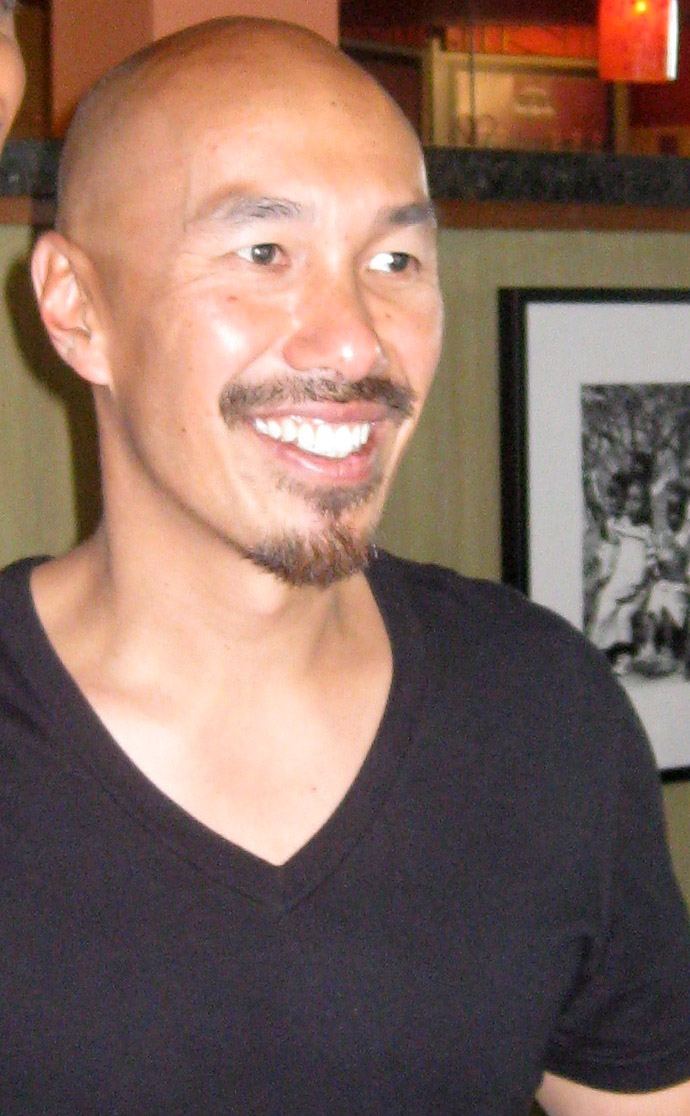
陳恩藩牧師

陳恩藩（Francis Chan，1967年8月31日—)是一名美籍華裔牧師。曾擔任加州聖米谷(SimiValley)基石教會(Cornerstone Community Church)的主任牧師 ，也是加州永恆聖經學院(Eternity Bible College)的創辦人。陳恩藩牧師在2013年由英國的沃特金斯書店(Watkins Books)出版的《沃特金斯評論》(Watkins Review)所公布一百位在世最具精神影響力人物的榜單名列第16名。